# Чаплинка (Дніпровський район)
Чапли́нка — село в Україні, в Петриківській селищній громаді Дніпровського району Дніпропетровської області. Населення за переписом 2001 року становить 1 978 осіб. Колишній орган місцевого самоврядування — Чаплинська сільська рада.

## Географія
Село Чаплинка знаходиться на березі річки Чаплинки, вище за течією примикає село Любомирівка, нижче за течією примикає село Хутірське. Через село проходить автомобільна дорога Т 0414. Розташоване за 54 км на південний схід від центру громади і за 35 км від залізничної станції Балівки.

## Історія
Село засноване в 1707 році запорізькими козаками й відносилося до Протовчанської паланки.
Пізніше стало містечком, центром
Чаплинської волості Новомосковського повіту Катеринославської губернії. Священником Свято-Миколаївської церкви від 1885 року служив Андрій Раєвський.
Станом на 1886 рік в Чаплинці мешкало 6 874 особи, налічувалось 1 056 дворів, діяли дві православні церкви, єврейський молитовний будинок, школа, поштова станція, дві крамниці, бондарня, три постоялі двори, відбувалось три ярмарки на рік та базар на свята.
Радянська окупація встановлена в січні 1918 року. Перший більшовицький партійний осередок створено у 1920 році, комсомольський— 1924 року. У 1929 році створено перше колективне господарство.
Під час німецької окупації комсомольці села Л. Ф. Позднякова, Ф. К. Приймак, І. Я. Стрижка, Я. К. Цюцюра входили в підпільну групу, якою керував В. С. Нежумиря. Більшість членів групи загинуло від рук гестапівців. На фронтах німецько-радянської війни билися з фашистами 620 жителів села, 281 з них загинули, 375 — нагороджені орденами та медалями.
У повоєнний період на території села знаходилися центральні садиби колгоспу імені Ульянова (за ним було закріплено 2 826 га сільськогосподарських угідь, в тому числі 2 624 га орної землі; спеціалізувалося на виробництві зерна і тваринництві) і радгоспу « Маяк» (5 228 га сільськогосподарських угідь, в тому числі 5 106 га орної землі; господарство було овоче-молочного напряму). Багато передовиків сільського господарства були нагороджені орденами і медалями, з них орденом Леніна — М. І. Білобров, орденом Жовтневої Революції — свинарка радгоспу «Маяк» В. В. Куриленко, бригадир того ж радгоспу А. Н. Паливода. У селі діяли середня школа, поліклініка та два фельдшерсько-акушерські пункти, двоє дитячих ясел-садків на 100 місць, п'ять бібліотек з книжковим фондом близько 30 тисяч примірників, два клуби із залом на 320 місць кожен, ощадкаса, відділення зв'язку, павільйон побутового обслуговування, дві їдальні, чотири магазини.
Поблизу села досліджені три курганних могильники епохи бронзи (II-I тисячоліття до н. е.).

## Населення

### Мова
Розподіл населення за рідною мовою за даними перепису 2001 року:
| Мова       | Кількість | Відсоток |
| ---------- | --------- | -------- |
| українська | 1880      | 95.05%   |
| російська  | 87        | 4.40%    |
| білоруська | 4         | 0.20%    |
| вірменська | 4         | 0.20%    |
| румунська  | 3         | 0.15%    |
| Усього     | 1978      | 100%     |

## Економіка
- ТОВ «Весна».
- ТОВ «Альфа-Агро».
- ТОВ «Екофілд».
- ТОВ «Чаплинка-іскра».

## Об'єкти соціальної сфери
- Школа.
- Амбулаторія.
- Будинок культури.
- Дитячий садок.

## Відомі люди
В селі народився Демченко Василь Іванович — Герой Радянського Союзу.